# Pierre Siegenthaler
Pierre Siegenthaler, auch Peter Siegenthaler (* 25. November 1945 in Le Locle) ist ein Schweizer Schauspieler und Hörspielsprecher.

## Leben
Von 1963 bis 1965 studierte Pierre Siegenthaler Germanistik an der Universität Basel, danach liess er sich von 1963 bis 1967 am damaligen Bühnenstudio Zürich zum Schauspieler ausbilden. Siegenthaler hatte verschiedene längerfristige Festengagements an Schweizer und deutschen Bühnen, so am Zürcher Theater am Neumarkt und am Theater Basel, an den Städtischen Bühnen Frankfurt, am Schauspiel Köln und am Schauspielhaus Düsseldorf, dessen Ensemble er von 1986 bis 2012 angehörte.
Unter bekannten Regisseuren wie Jürgen Gosch, Hans Neuenfels, Andrea Breth oder Dani Levy spielte Siegenthaler neben vielen anderen Rollen den Geist in William Shakespeares Hamlet, den Herzog von Burgund in Die Jungfrau von Orleans von Friedrich Schiller, den Lenox in Macbeth von Shakespeare oder Professor Hinzelmann in der Benatzky-Operette Im weißen Rößl.
Seit Ende der 1990er Jahre ist Pierre Siegenthaler auch immer wieder im Fernsehen oder Kino zu sehen. Er hatte eine kleine Rolle in Sönke Wortmanns Das Wunder von Bern, spielte neben Jürgen von der Lippe in Nich’ mit Leo und gastweise in Serien wie SOKO Leipzig oder Der Bestatter. Gelegentlich arbeitet er auch für den Hörfunk.
Pierre Siegenthaler lebt in Köln.

## Filmografie (Auswahl)
- 1989: Untergrund
- 1990: Abenteuer Airport (Fernsehserie, Folge Die lange Nacht)
- 1992: Ein Mann für jede Tonart (Kinofilm)
- 1995: Nich’ mit Leo (Kinofilm)
- 1999: Rembrandt (Kinofilm)
- 2001: Die Wache (Fernsehserie, Folge Die Beichte)
- 2002: Die Frau, die an Dr. Fabian zweifelte (Kinofilm)
- 2002: Verbotene Liebe (Fernsehserie, 2 Folgen)
- 2003: Lindenstraße (Fernsehserie, Folge Es reicht!)
- 2003: Das Wunder von Bern (Kinofilm)
- 2004: Der Elefant – Mord verjährt nie (Fernsehserie, Folge Mörderischer Kuhhandel)
- 2007: SOKO Leipzig (Fernsehserie, Folge Preis der Wahrheit)
- 2008: Herzog (Fernsehserie, Folge Anwalt der Liebe)
- 2013: Stärke 6 (Fernsehfilm)
- 2014: Der Bestatter (Fernsehserie, Folge Totenwache)
- 2014: Tatort: Verfolgt (Fernsehreihe)
- 2016: Tatort: Fünf Minuten Himmel
- 2016: Blockbustaz (Fernsehserie, Folge Überfall)
- 2016: Gotthard (Fernsehzweiteiler)
- 2017: Frau Temme sucht das Glück  (Fernsehserie, Folge Der Charakter der Macht)
- 2017, 2022: Wilder (Fernsehserie)
- 2017: Papa Moll (Kinofilm)
- 2019: Tatort: Lakritz
- 2020: Heldt (Fernsehserie, Folge Treppe abwärts)
- 2021: Unbroken
- 2021: WaPo Bodensee (Fernsehserie, Folge Holde Isolde)
- 2024: Ivo

## Hörspiele (Auswahl)
- 1996: Strich drunter – Autorin: Gabriele Jelle Behnert – Regie: Annette Kurth
- 1998: Preußisch-Hawaii – Autor: Uwe Mengel – Regie: Walter Adler
- 1999: Lolita – Autor: Vladimir Nabokov – Regie: Walter Adler
- 1999: Der Mörder – Autor: Georges Simenon – Regie: Walter Adler
- 2001: Draußen im Dunkel – Autor: Cormac McCarthy – Regie: Walter Adler
- 2004: Das Kreuz auf dem Erlenberg – Autor: Bodo Traber – Regie: Thomas Leutzbach[3]
- 2005: Kristus – das unerhörte Leben des Jan Beukels – Autor: Robert Schneider – Regie: Jörg Schlüter
- 2006: Kaltes Land – Autor: Reto Finger – Regie: Beate Andres
- 2006: Flugrausch – Autor: Garry Disher – Regie: Thomas Blockhaus
- 2007: Der Orientzyklus – Autor: Karl May – Regie: Walter Adler
- 2007: Geheimagent Marlowe – Autor: Dieter Kühn – Regie: Thomas Leutzbach[4]
- 2009: Die dunkle Unermesslichkeit des Todes – Autor: Massimo Carlotto – Regie: Steffen Moratz
- 2012: futur III – Autor: Max von Malotki – Regie: Thomas Leutzbach
- 2016: Was uns trennt – Autorin: Chris Ohnemus – Regie: Martin Zylka